# Гарфункин, Григорий Соломонович
Григорий Соломонович Гарфункин, настоящая фамилия — Горфункель (06.08.1920 — 22.09.1943) — разведчик, Герой Советского Союза.

## Биография
Родился 6 августа 1920 года в местечке Яновичи Витебского уезда Витебской губернии, ныне городской посёлок Яновичи Витебского района Витебской области. Еврей.
С 1936 по 1940 год работал токарем на витебском игольном заводе (ныне Витебский приборостроительный завод).

Был призван в армию в первые дни войны, участвовал в обороне Ленинграда. После тяжёлого ранения и лечения в 1943 году попал на Воронежский фронт, где стал разведчиком разведывательного взвода 183-й танковой бригады 10-го танкового корпуса.
22 сентября 1943 года бригада первой подошла к Днепру южнее Киева. Группа разведчиков из шести человек, в которую входил Григорий Гарфункин, получила задание переправиться на западный берег Днепра и провести разведку. Задание давал будущий маршал Советского Союза К. С. Москаленко.
Группа переправилась через Днепр у д. Яшники (Переяслав-Хмельницкий район), произведя разведку укреплений противника и определив его огневые точки. После того, как группа была обнаружена, по ней открыли огонь. Гарфункин остался прикрывать отход товарищей, после чего стал переплывать Днепр и был сражён вражеской пулей на середине реки.
Указом Президиума Верховного Совета СССР «О присвоении звания Героя Советского Союза генералам, офицерскому, сержантскому и рядовому составу Красной Армии» от 10 января 1944 года за «образцовое выполнение боевых заданий командования на фронте борьбы с немецко-фашистскими захватчиками и проявленные при этом отвагу и геройство» удостоен посмертно звания Героя Советского Союза. 

## Память
- В Яновичах и Витебске его именем названы улицы.
- У проходной Витебского приборостроительного завода в 1979 году установлена мемориальная доска в его честь, а на территории завода установлен памятник.